# QO2
Il QO2 è un'unità di misura del consumo di ossigeno da parte del corpo. Un'unità equivaleva alla quantità di ossigeno (O2) contenuto in un millimetro cubo (micro litro, µL) consumato in un’ora (h) da un milligrammo (mg) di materiale biologico secco (cioè disidratato) e/o fresco.

## Descrizione
Tale unità di misura veniva utilizzata fino agli anni 50 dai biochimici per esprimere l’attività respiratoria in termini di velocità di consumo di ossigeno da parte dei materiali biologici (tessuti, cellule, componenti subcellulari).
Poiché durante l’attività respiratoria oltre al consumo di O2 si ha contestualmente anche liberazione di anidride carbonica (CO2), parimenti si usava la QCO2 come unità di misura, indicandola come microlitro di anidride carbonica liberato ogni ora da un milligrammo di tessuto.
Successivamente agli anni 50 la variazione dei due gas durante l’attività respiratoria è espressa come moli o sottomultipli (mmoli, µmoli, nanomoli) dei gas persi ogni minuto per ogni milligrammo di tessuto.
Il quoziente respiratorio (RQ o QR) è invece il rapporto tra la CO2 liberata e la quantità di O2 consumato.